# Хекмех
«Хекмех» — ливанский баскетбольный клуб из города Бейрут. Самый титулованный клуб Азии. Выступает в чемпионате Ливана.

## История
В 1992 году на базе футбольного клуба "Хекмех" был создан баскетбольный клуб. Тогда клуб был финансирован "магнатом СМИ", также называемым как "Крестный отец ливанского баскетбола" Антуаном Шуейри. Шуейри хотел создать команду, которая добьется беспрецедентного успеха и популярности баскетбола, он попытался навсегда изменить ливанскую баскетбольную историю и создать суперклуб, который будет достойно представлять Ливан и ливанский баскетбол на национальном и международном уровне.
В период правления Шуейри в клуб пришли игроки сборной Ливана Эли Мешантаф и Фади Эль-Хатиб, экс-игроки НБА и участники Чемпионатов мира. В это время клуб стал тренировать самый титулованный ливанский тренер Гассан Саркис.
В это время Хекмех стал самым титулованным ливанским и арабским клубом выиграв 8 чемпионатов Ливана, 7 Кубков Ливана, 2 клубных чемпионата среди Арабских стран и 3 Кубка чемпионов ФИБА Азия. Хекмех вошёл в историю как первый арабский и ливанский клуб выигравший Кубок чемпионов ФИБА Азия.
Кроме того, Хекмех — единственный арабский клуб, когда-либо участвовавший в чемпионате McDonald's, организованный ФИБА и НБА. Это случилось в 1999 году, когда клуб стал единственным представителем из Азии.
После ухода Шуейри в 2004 году команду ожидала спад. После его ухода многие бизнесмены и политические деятели пытались реанимировать клуб. Несмотря на наличие финансов, новые руководители клуба не смогли сформировать конкурентоспособную команду, команда добивалась лишь посредственных успехов в чемпионате.

## Бейрутское дерби
Бейрутское дерби — противостояние самых титулованных ливанских баскетбольных клубов «Хекмеха» и «Аль-Рияди», располагающихся в крупнейшем городе страны — Бейруте.
Конкуренция между клубами отражаются в том, что владельцы клубов входят в  разные политические, религиозные и культурные течения, из-за чего возникают напряжения между фанатами клуба.

## Достижения[13][14][15][16]
Чемпионат Ливана
- Чемпион: 1993-94, 1997–98, 1998–99, 1999-2000, 2000–01, 2001–02, 2002–03, 2003–04

Кубок Ливана
- Чемпион: 1993,1998,1999, 2000, 2001, 2002, 2003

Международные турниры
Клубный чемпионат Арабских стран
- Чемпион: 1998, 1999

Кубок чемпионов ФИБА Азия
- Чемпион:[17] 1999, 2000, 2004 (рекорд)

Кубок чемпионов ЗАБА
- Чемпион:  2002, 2005, 2006
- 2001: Чемпион международного турнира в Дамаске
- 2014: Чемпион международного турнира в Кадисии
- 2014: Чемпион международного турнира в Абу-Даби
- 2002, 2016: Чемпион международного турнира в Дубае

Специальные призы
- Лучшая баскетбольная команда Азии 1999 года[18].

## Орден Кедра
В 1999 году клубу был присужден Национальный орден Кедра степени кавалера, после, в 2000 году степени офицера, за заслуги перед государством.